# 明治安田生命札幌大通ビル
明治安田生命札幌大通ビル（めいじやすだせいめいさっぽろおおどおりビル）は、北海道札幌市中央区大通西3丁目の、札幌駅前通と大通公園が交わる大通西4交差点の南東側にある建築物で、現在の建物は2015年に竣工した。

## 建替え
前身となる建物は札幌オリンピック前年の1971年に旧明治生命により建設された。地下1階・地上13階建てで、建築面積は現在よりやや狭く、札幌駅前通側には電光式の時計と温度計が設けられていた。経年による老朽化のため建替えが検討され、2007年前後からテナントが順次退去し、最後に残った医院も2011年に退去した。札幌の中心部であるにもかかわらず1年ほど空きビルの状態が続いたが、2013年4月より解体された。札幌駅前通と大通公園が交わるこの地は札幌のシンボルというべき立地であるため、本ビルを含む四隅の建物所有者と札幌市により懇談会が設立された。新たなビルは、東隣に取得した敷地をあわせて2013年12月に着工、2015年1月に竣工した。旧ビルを踏襲し、札幌駅方面からすすきのに向かって駅前通を南に進むと左手に見えるよう、ビルの北面西端にLED式の温度計が設けられた。地下部分は、札幌市営地下鉄大通駅の改修による「大通交流拠点地下広場」と同時期に整備され、2015年2月1日にはドトールコーヒーが開店した。本ビル完成をもって、交差点四隅の4棟のうち3棟の建替えが完了したことになる。

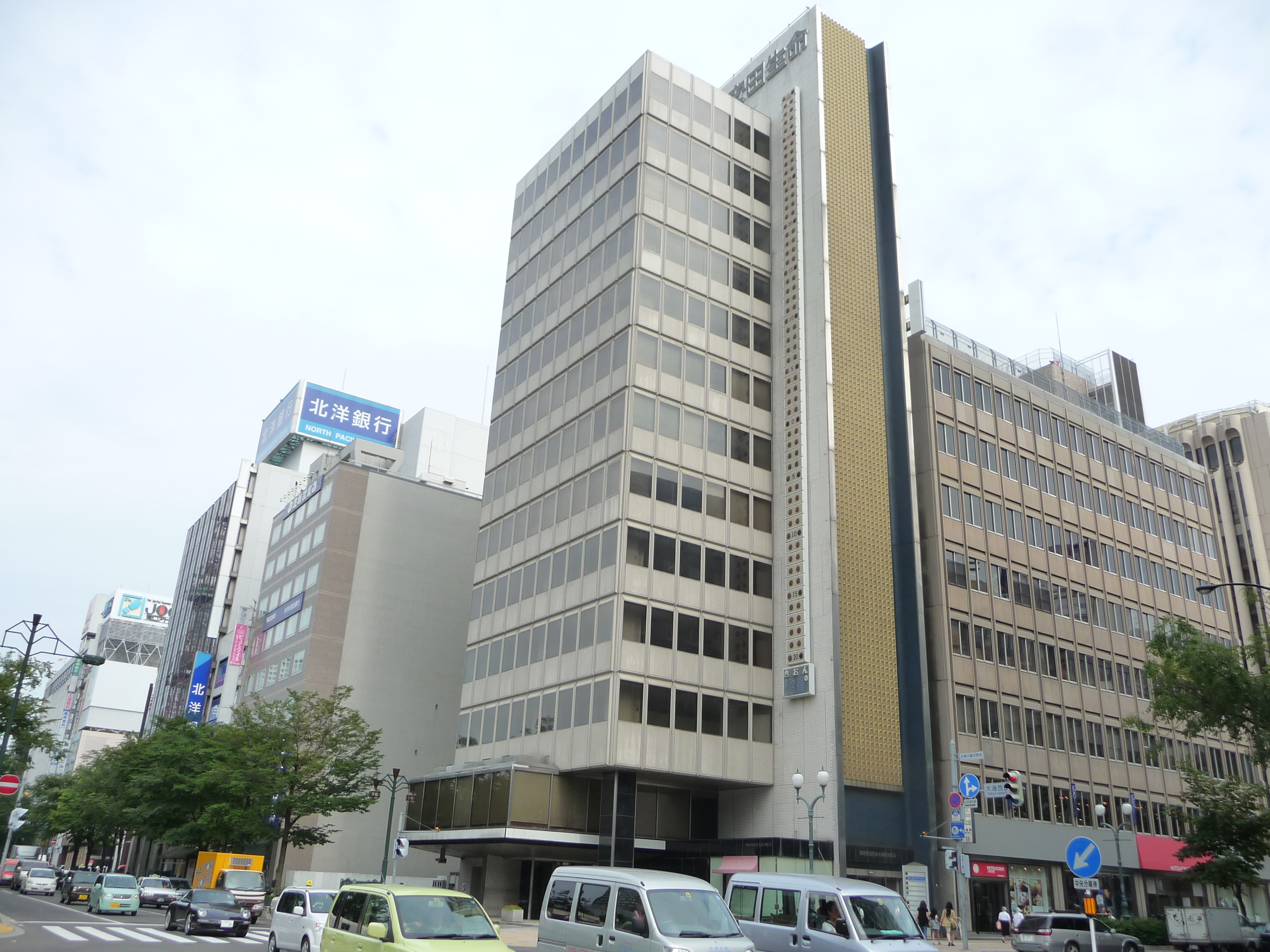
旧ビル
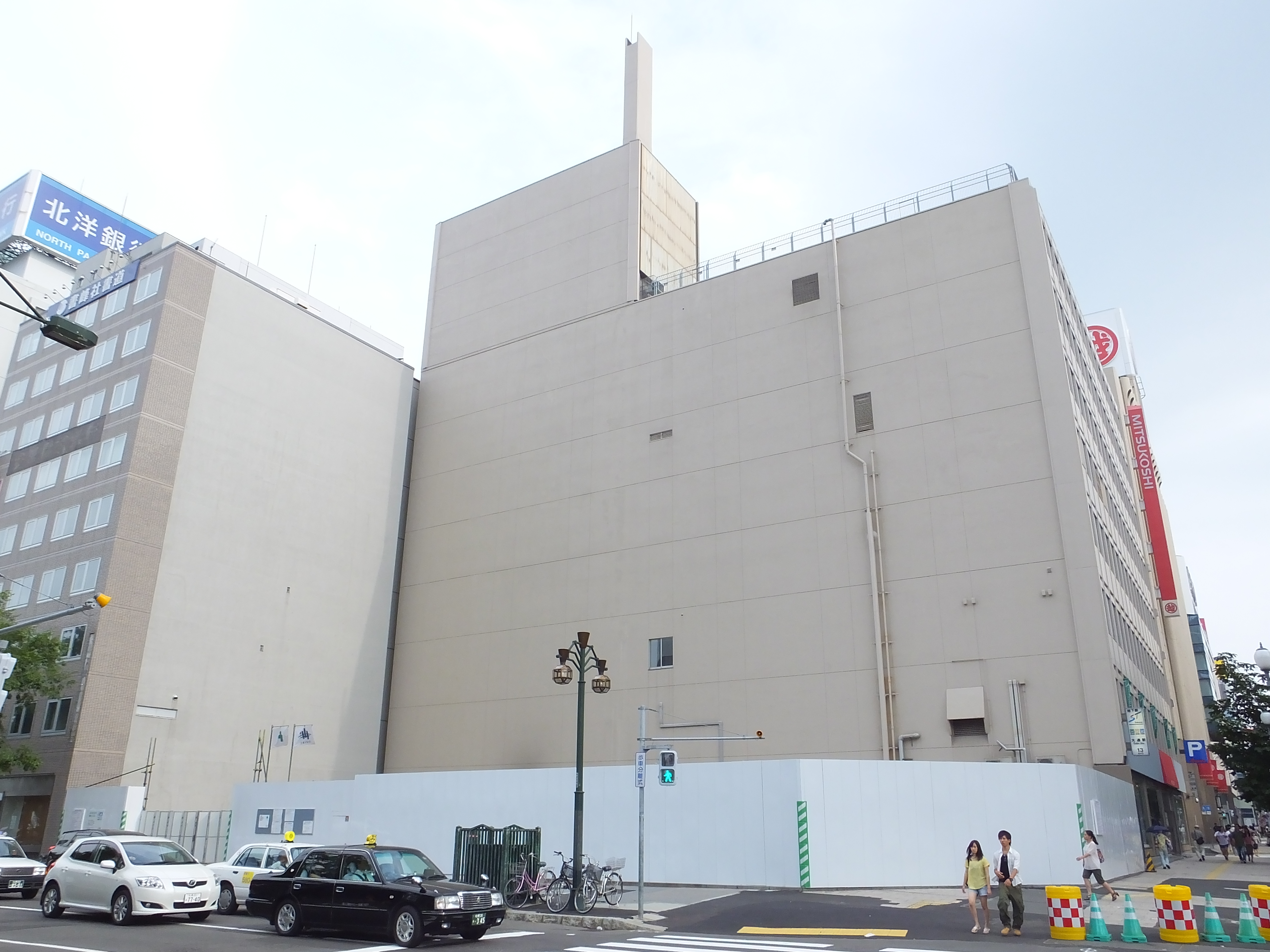
旧ビル解体後の敷地

## 周辺
- 北洋大通センター - 大通公園を挟んだ北側。北海道拓殖銀行本店跡に、2010年竣工。
- 北海道銀行本店 - 札幌駅前通を挟んだ西側。
- 札幌大通西4ビル - 大通西3・西4交差点を挟んだ、北西側斜め向かい。札幌秋銀ビルを建て替え、2013年竣工。
- 札幌三越 - 南に隣接。
- 札幌市営地下鉄大通駅 - 最寄駅であり、札幌駅前通地下歩行空間を介し接続している。JR札幌駅へは、北へ約300m。